# Klaus Martin Girardet
Klaus Martin Girardet (* 18. Oktober 1940 in Koblenz) ist ein deutscher Althistoriker.
Nach einer kaufmännischen Lehre erwarb Girardet 1966 das Abitur auf dem Zweiten Bildungsweg. Er studierte anschließend an der Universität Bonn Geschichte und Evangelische Theologie. Nach der Magisterprüfung 1969 wurde er 1972 mit einer Arbeit über Kaisergericht und Bischofsgericht promoviert und war anschließend bis 1980, unterbrochen von einem zweijährigen Habilitandenstipendium der Deutschen Forschungsgemeinschaft, wissenschaftlicher Mitarbeiter an der Universität Trier, wo er sich 1979 über Ciceros De legibus habilitierte. 1980 erhielt er als Nachfolger Werner Ecks eine Professur für Alte Geschichte an der Universität des Saarlandes. Von 2000 bis 2004 war er hier Dekan der Philosophischen Fakultät I, von 2002 bis 2005 Mitglied des Universitätsrates. 2006 wurde Girardet emeritiert. Sein Nachfolger wurde Heinrich Schlange-Schöningen.
Girardet ist seit 1994 ordentliches Mitglied der Accademia Storico-Romanistica Costantiniana in Perugia. Seit 1996 ist er ordentliches Mitglied des Deutschen Archäologischen Instituts und bis 2006 von dessen Kommission für Alte Geschichte und Epigraphik. Girardet beschäftigt sich schwerpunktmäßig mit der Geschichte der Römischen Republik und des frühen Prinzipats, außerdem mit der Spätantike und hier besonders mit dem Christentum in den ersten Jahrhunderten und der Religionspolitik Konstantins I. Ein weiteres Interessengebiet ist die Bedeutung der Alten Geschichte für die Gegenwart.

## Schriften (Auswahl)
- Kaisergericht und Bischofsgericht. Studien zu den Anfängen des Donatistenstreites (313–315) und zum Prozess des Athanasius von Alexandrien (328–346) (= Antiquitas. Reihe 1: Abhandlungen zur Alten Geschichte. Band 21). Habelt, Bonn 1975, ISBN 3-7749-1274-2.
- Die Ordnung der Welt. Ein Beitrag zur philosophischen und politischen Interpretation von Ciceros Schrift De legibus (= Historia Einzelschriften. Heft 42). Steiner, Wiesbaden 1983, ISBN 3-515-03687-3.
- Die alte Geschichte der Europäer und das Europa der Zukunft. Traditionen – Werte – Perspektiven am Beginn des 3. Jahrtausends. ASKO-Europa-Stiftung, Saarbrücken 2001, ISBN 3-930714-72-8.
- Die konstantinische Wende. Voraussetzungen und geistige Grundlagen der Religionspolitik Konstantins des Großen. Wissenschaftliche Buchgesellschaft, Darmstadt 2006, ISBN 978-3-534-19116-1 (2. Auflage 2007).
- Rom auf dem Weg von der Republik zum Prinzipat (= Antiquitas. Reihe 1: Abhandlungen zur Alten Geschichte. Band 53). Habelt, Bonn 2007, ISBN 978-3-7749-3468-9 (gesammelte Aufsätze).
- Kaisertum, Religionspolitik und das Recht von Staat und Kirche in der Spätantike (= Antiquitas. Reihe 1: Abhandlungen zur Alten Geschichte. Band 56). Habelt, Bonn 2009, ISBN 978-3-7749-3469-6 (gesammelte Aufsätze).
- Der Kaiser und sein Gott. Das Christentum im Denken und in der Religionspolitik Konstantins des Großen (= Millennium-Studien. Band 27). De Gruyter, Berlin/New York 2010, ISBN 978-3-11-022788-8.
- Konstantin, Rede an die Versammlung der Heiligen – Oratio ad sanctorum coetum. Einleitung, griechischer Text, Übersetzung, Kommentar (= Fontes Christiani. Band 55). Herder, Freiburg 2013, ISBN 978-3-451-30957-1.
- Studien zur Alten Geschichte der Europäer. Habelt, Bonn 2015, ISBN 978-3-7749-3987-5 (gesammelte Aufsätze, darunter einige Erstveröffentlichungen).
- Januar 49 v. Chr. Caesars Militärputsch. Vorgeschichte, Rechtslage, politische Aspekte (= Antiquitas. Reihe 1: Abhandlungen zur Alten Geschichte. Band 69). Habelt, Bonn 2017, ISBN 978-3-7749-4068-0.
- Aufsätze und Vorträge zur Alten Geschichte der Europäer. Habelt, Bonn 2024, ISBN 978-3-7749-4451-0.